# Jalila Haider
Jalila Haider, en ourdou : جلیله حیدر, surnommée la dame de fer du Baloutchistan, est une avocate pour les droits de l'homme et une activiste politique de Quetta, une ville du Baloutchistan, au Pakistan. Elle est connue pour être la première femme avocate de la minorité Hazara de Quetta et avoir défendu les droits de sa communauté persécutée au Pakistan (en),. Elle est membre du parti des travailleurs Awami (en) (AWP), chef de la section du Baloutchistan du Front démocratique des femmes (en) (WDF) et milite également au sein du mouvement pachtoune Tahafuz (PTM).
Elle a fondé une organisation à but non lucratif, We the Humans - Pakistan, qui vise à renforcer les capacités des communautés locales au Baloutchistan en offrant davantage de possibilités aux femmes et aux enfants vulnérables.
En 2019, elle est nommée dans la liste des 100 Women de la BBC.
Elle reçoit, le 4 mars 2020, le prix international de la femme de courage, remis par Melania Trump, première dame des États-Unis et Mike Pompeo, secrétaire d'État des États-Unis.

## Source de la traduction
- (en) Cet article est partiellement ou en totalité issu de l’article de Wikipédia en anglais intitulé « Jalila Haider » (voir la liste des auteurs).